# Чабер колосоносный
Чабер колосоносный (лат. Satureja spicigera) — многолетнее растение, вид рода Чабер (Satureja) семейства Яснотковые (Lamiaceae).
В Колхиде и Аджарии возделывается как пряное растение.
По исследованиям Т. А. Кезели этот вид значительно богаче эфирными маслами и витаминами, чем Чабер садовый.

## Распространение и экология
Встречается на Кавказе, в Малой Азии, Иране.
Произрастает в нижней и средней части лесного пояса гор, на скальных и щебнистых склонах, по опушкам и кустарникам.

## Ботаническое описание
Стебли прутьевидные, прямые, ветвистые от основания. Ветви растопыренные, тонкие, густо олиственные.
Листья ярко-зелёные, узкие, обратноланцетно-линейные или линейные, несколько изогнутые.
Соцветия собраны на концах ветвей в виде более менее густых, односторонних, цилиндрических колосьев из сидячих 3—4-цветковых ложных мутовок. Цветоносы длиной 2—5 мм; прицветники мелкие; чашечка колокольчатая, почти голая, двугубая; венчик белый или розовый, длиной 8—10 мм.
Орешки почти округлые, сплюснутые, серо-чёрные.

## Классификация

### Таксономия
Вид Чабер колосоносный входит в род Чабер (Satureja) семейства Яснотковые (Lamiaceae) порядка Ясноткоцветные (Lamiales).
|  |                                      |  |                                                             |                                                             |                      |  | ещё 21 семейство (согласно Системе APG II) | ещё 21 семейство (согласно Системе APG II) |                           |  |  |  | ещё около 110—130 родов | ещё около 110—130 родов |  |  |
|  |                                      |  |                                                             |                                                             |                      |  | ещё 21 семейство (согласно Системе APG II) | ещё 21 семейство (согласно Системе APG II) |                           |  |  |  | ещё около 110—130 родов | ещё около 110—130 родов |  |  |
|  |                                      |  |                                                             | порядок Ясноткоцветные                                      |                      |  |                                            |                                            | подсемейство Котовниковые |  |  |  |                         | вид Чабер колосоносный  |  |  |
|  |                                      |  |                                                             | порядок Ясноткоцветные                                      |                      |  |                                            |                                            | подсемейство Котовниковые |  |  |  |                         | вид Чабер колосоносный  |  |  |
|  | отдел Цветковые, или Покрытосеменные |  |                                                             |                                                             | семейство Яснотковые |  |                                            |                                            | род Чабер                 |  |  |  |                         |                         |  |  |
|  | отдел Цветковые, или Покрытосеменные |  |                                                             |                                                             |                      |  |                                            |                                            |                           |  |  |  |                         |                         |  |  |
|  |                                      |  | ещё 44 порядка цветковых растений (согласно Системе APG II) | ещё 44 порядка цветковых растений (согласно Системе APG II) |                      |  |                                            | ещё 7 подсемейств                          | ещё 7 подсемейств         |  |  |  | ещё 30 — 40 видов       |                         |  |  |
|  |                                      |  |                                                             | ещё 44 порядка цветковых растений (согласно Системе APG II) |                      |  |                                            |                                            | ещё 7 подсемейств         |  |  |  |                         |                         |  |  |